# Sukhoi Su-38

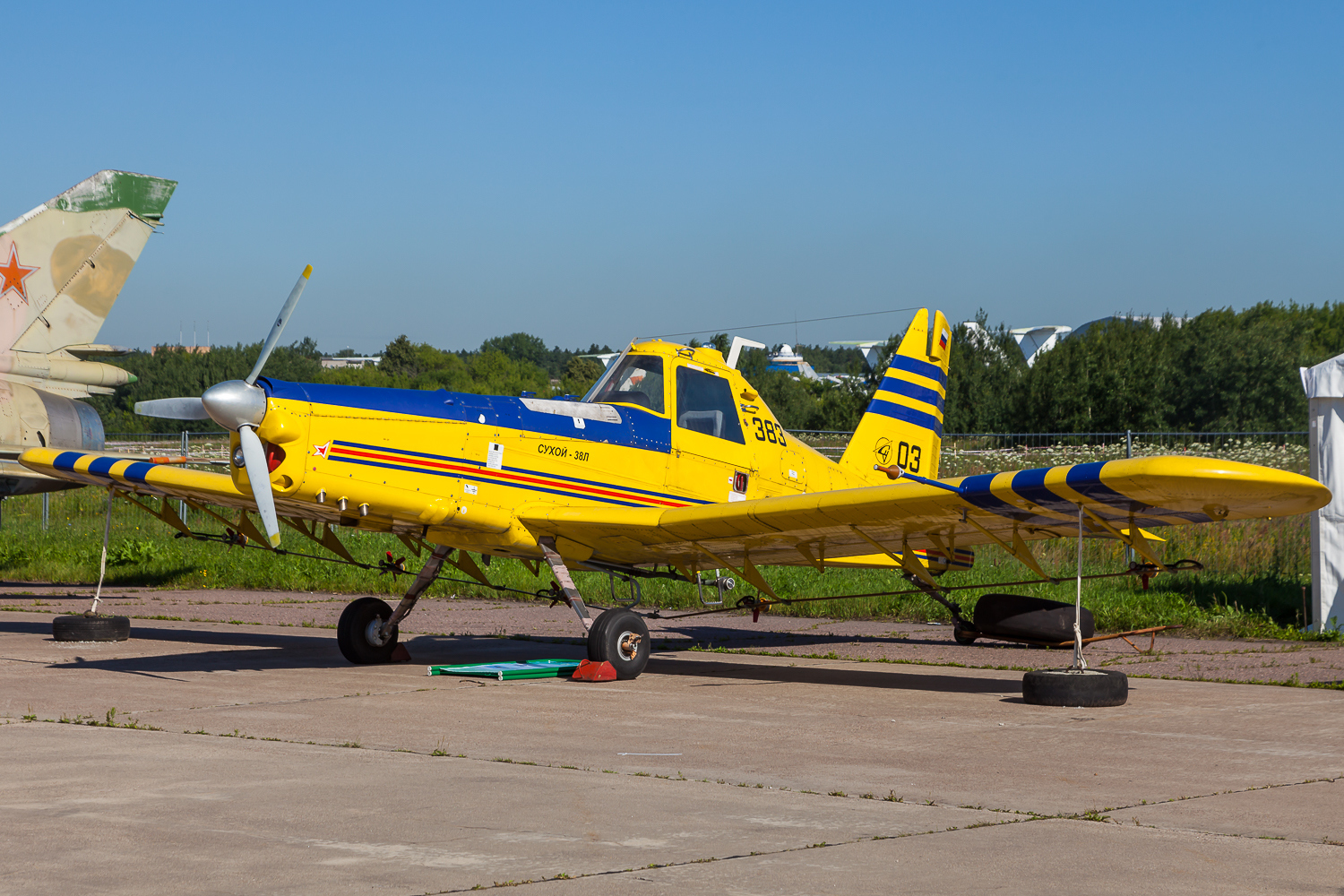
Sukhoi Su-38 em exibição na MAKS 2017.

O Su-38L é uma aeronave agrícola Russa., sendo a primeira aeronave deste tipo projetada fabricada pela seção de aeronaves civis da Sukhoi (Sukhoi Civil Aircraft (CJSC)). O projeto originalmente iniciou em 1993 como uma evolução da aeronave acrobática Sukhoi Su-29. O projeto foi suspenso devido a problemas econômicos e quando reiniciado em 1998, a aeronave foi redesenhada, reduzindo seu tamanho e alterando o motor radial original M-14 com um motor em linha LOM Praha 337S. O primeiro protótipo fez seu voo inaugural em 27 de Julho de 2001, com um segundo voo em Junho de 2002. Como não houve nenhum cliente interessado na aeronave, o projeto está atualmente progredindo a curtos passos.